# Amusurgus bispinosus
Amusurgus bispinosus är en insektsart som beskrevs av He, Z., K. Li, Fang och Xiangwei Liu 2010. Amusurgus bispinosus ingår i släktet Amusurgus och familjen syrsor. Inga underarter finns listade i Catalogue of Life.